# Лейпцизька вулиця (Київ)
Ле́йпцизька ву́лиця — вулиця в Печерському районі міста Києва, місцевість Печерськ. Пролягає від вулиці Князів Острозьких до кінця забудови.
Прилучається Цитадельна вулиця та сходи до вулиць Добровольчих батальйонів, Старонаводницької і провулку Памви Беринди.

## Історія
Вулиця виникла в 50-ті роки XX століття, у 1958 році отримала назву Новорізницька (як продовження Різницької вулиці). 
З 1962 року — Лейпцігська на честь Лейпцига, міста-побратима Києва. 2012 року назва уточнена на сучасну відповідно до норм чинного українського правопису.

## Установи та заклади
- Києво-Печерський ліцей № 171 «Лідер» (буд. № 11-А)
- «Vodafone Україна» (буд.№ 15)
- Головний НДІ метрології та сертифікації МОН України (буд. № 16)
- Гуртожиток Київського коледжу зв'язку (буд. № 6)
- Гуртожиток Київського університету технологій і дизайну (буд. № 16)
- АК Київводоканал (буд. № 1-А)

## Зображення

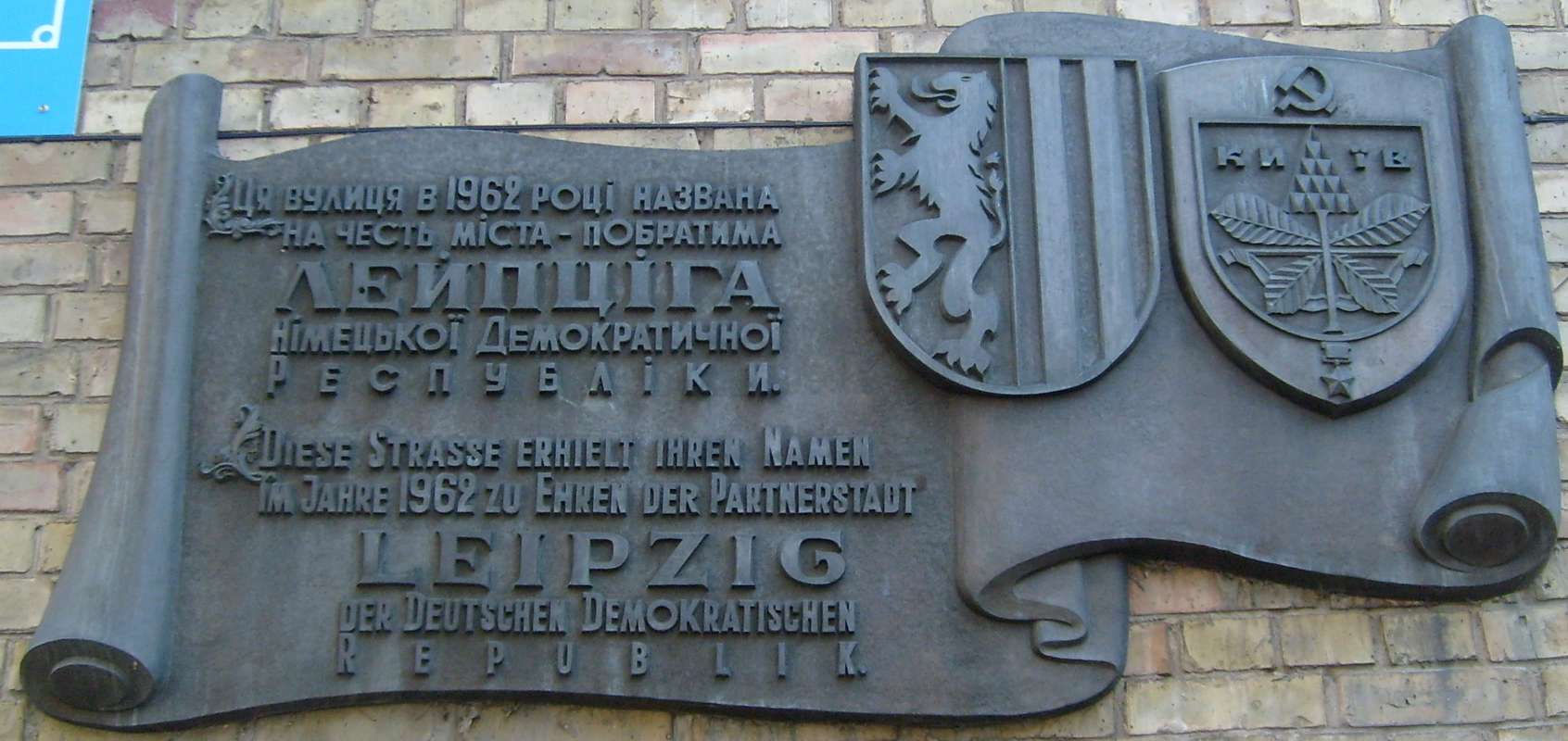
Анотаційна дошка на будинку № 2/37
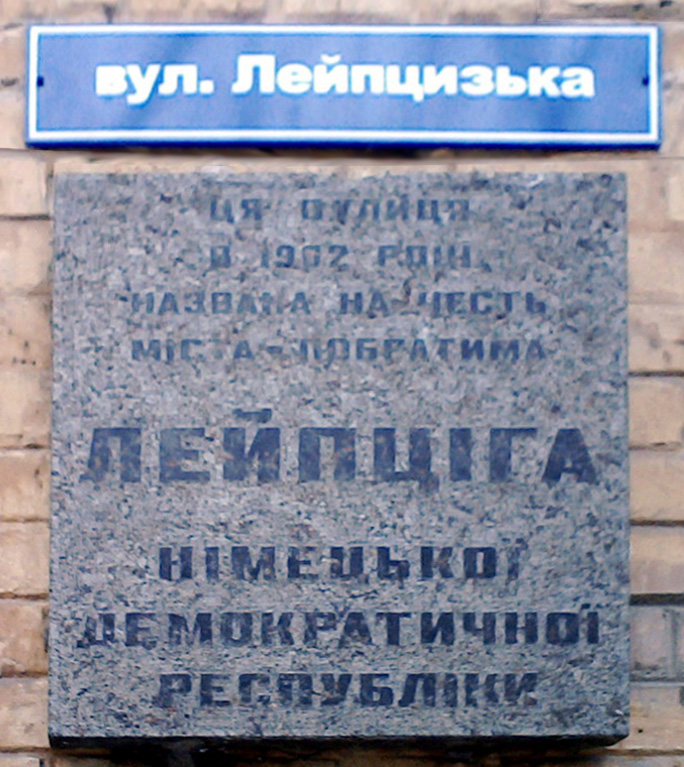
Анотаційна дошка на будинку № 5/9